# کورنلیس هین
کورنلیس هین (انگلیسی: Cornelis Hin; ۶ اکتبر ۱۸۶۹ – ۲۱ اکتبر ۱۹۴۴) قایقران قایق بادبانی اهل هلند بود.